# アシスタントディレクター
アシスタントディレクター (Assistant Director, AD) は、放送・映画業界等における、演出部の職種である。演出部のチーフであるディレクターの下に位置する。演出補・演出助手・演出補佐などと呼ばれることもある。また、近年ではディレクターへの昇格を望まない専業ADも存在している。基本的にテレビと映画のADは一部では別物という考えがあり、テレビのADが事務を含めた補佐業務であるのに対して、映画の助監督は監督の代行や資金面や創作面での一定の裁量権を有している場合がある。職権に於いて若干の相違があるのが、今までの日本的な特徴である。
英語圏のプロダクションアシスタント (Production Assistant, PA) に相当する。

## 概要
所属・雇用形態も様々。放送局・番組制作会社などに所属して正社員もしくは契約社員、派遣社員として現場に振り向けられるのが一般的である。AD採用に関しても、派遣労働者の偽装請負や業務委託を偽装する雇用のケースが近年急増している業界であるが、フリーランスとして番組制作プロジェクトに作品契約で参画するケースもある。

### テレビの場合
職務内容は多岐にわたる。通常の番組では3人程度のアシスタントディレクターが置かれる。ディレクターから直接に詳細な指示を受けて動く場合もあるが、それ以外にディレクターの演出意図を読み取って自発的に行動しなければならないことも多い。そのような経験を積むことで、演出について学ぶ時期であると位置づけられている。
大変ハードな職種であり、特に放送局勤務でないアシスタントディレクターの場合、休日は番組の打ち合わせ・収録の合間の日になるため不規則で、元々薄給の上長時間勤務にもかかわらず残業代が出ないことも珍しくない。労働環境の1つの事例をあげてみると、勤務時間は朝8時から夜中の1時までで、24時間勤務も週1、2回。徹夜で働いた後も家には帰れず、昼まで仮眠を取った後に仕事を再開、仮眠時間は4、5時間程度というものであったという（フリーランスのため労働基準法は適用されない）。このようなやりがい搾取の過酷な労働実態から過労で倒れる者が後を絶たず、アシスタントディレクターの在職期間の平均は1年7か月と極めて短い。
さらには映像業界は多分に体育会的な体質を持つところでもあるため、時にはいじめやパワーハラスメントが発生することもある。またディレクターへ昇格するまでに通常数年はかかるというのが俗説で、その後は局員の場合はディレクターに留まるかプロデューサー→チーフプロデューサー→制作部長・局長などのルートで昇進、制作会社の場合はプロデューサーに昇格したり別の制作会社に移籍・独立開業するのが一般的。以上のことから、相当の「精神的タフさ」「体力」が資質として何より求められる。
2010年代後半からの働き方改革関連法施行などにより、長時間労働になるケースは少なくなったが、未だに雑用係というイメージが強いことから、日本テレビでは2021年からYD（ヤングディレクター）に変えるなど、テレビ各局でADの呼称を廃止する動きが進みつつある。

### ラジオの場合
ラジオ番組は少人数で制作することができるため、番組の規模によっては制作デスク・放送作家・記者・ディレクター業務の一部を兼務する。なお放送時間が1時間未満の番組やインターネットラジオ番組には、通常はアシスタントディレクターは置かれない。所属は、放送局や番組制作会社の正社員・契約社員、放送局や制作会社預かりのフリーランス、完全なフリーランスと様々。会社員として雇用されている場合はプロデューサー・ディレクターの育成を目的としているため、ディレクターへの昇格は最短で半年ほどである。
ディレクターがワイド番組・帯番組や、複数の番組を担当していて手が足りない場合に、ディレクターの業務補助を目的としてアシスタントディレクターが置かれる。帯の生ワイド番組では曜日ごとに担当ディレクターが置かれ、その下に業務補助としてアシスタントディレクターが置かれる。

## 主たる職務（例示）

### テレビの場合
バラエティとドラマにおいては職務内容が若干違う。ドラマの場合は演出面に専念させるのが一般的。
取材の手配
バラエティの場合、取材先への交渉と確保、出演者（タレントや素人など）の手配、ロケーションの交通機関や宿の予約など。最終的な取材先の決定はディレクター権限だが、その候補のリストアップはアシスタントの仕事である。
ドラマの場合は監督の意向を受けロケーションに関する手配は制作部やロケーション担当が行い、出演者の手配はキャスティング担当やプロデューサーが行う。ただし、脇役やエキストラに関しては助監督が決定する場合が多い。
機材の手配
バラエティの場合、撮影機材やロケーションの技術スタッフの手配、編集室の予約、完成したテープの納品作業などを行う。また、編集に伴うデータ起こしなどの作業を行う場合もある。
ドラマの場合は、技術スタッフや美術スタッフ、ポストプロダクションなど、監督の意向を元にプロデューサーが決定する。
撮影現場での指揮代行
あまり重視されていないロケーションでは、ディレクターが取材現場に行かず、あらかじめ指示された取材意図に基づいてディレクターを代行する場合もある。
バラエティの場合、このケースでは「アシスタントディレクター」とは呼ばず「第二班ディレクター」などと呼ばれる場合もある。
スタジオ撮影でのフロアディレクター
スタジオ撮影がある場合にはディレクターは副調整室にいることが多く、実際に撮影が行われるカメラ周辺（フロア）での指示出し作業はアシスタントディレクターが行うことが多い。
バラエティの場合、フロアディレクターは、必ずしもアシスタントディレクターの職務とは限らず、スタジオ撮影の際だけに参加する専業のフロアディレクターもいる。
その他の雑用
ロケ中や編集中の食事・飲み物の手配や買出し、ロケ現場での車止め・人止めや掃除など、様々な雑用を行う。
ドラマの場合は、ロケ中の雑用は制作部が、編集中の雑用はアシスタントプロデューサーや仕上げ進行が行うのが基本だが、人によっては手伝うこともある。特殊な例では、ゲーム番組『ゲームセンターCX』で出演者の手伝いをしたり（自身が番組に出演することも含む）、バラエティ番組『シルシルミシル』の1コーナーを自らの出演で担当したりすることもある。

### ラジオの場合
前述の通り、番組の規模によって業務範囲が変わるため、必ずしも明確ではない。
企画・発案
ディレクター・構成作家・パーソナリティらと共同で行う。
構成作家・記者の業務
番組で取り上げる話題のリサーチ・裏取りや取材、投稿の選別を行う。また単独で街頭インタビューを行うこともある。構成作家を置かない番組では、構成台本を作成する。
ミキサー業務の補助
選曲、楽曲に音飛び等の異常がないかの確認、イントロ・間奏・アウトロの時間や長さの確認、ジングルの作成などを行う。またCDプレイヤー・効果音装置などの操作を行うこともある。放送中に話題となった楽曲をすぐかけられるように、局内の保管庫から急いで持ってくるのもアシスタントディレクターの大切な仕事である。
ディレクター業務の補助
生中継・録音番組では、現場担当ディレクターとしてディレクション・編集を行う。またゲスト出演者の手配を行うこともある。
専門家やリスナーと電話をつなぐ場合は、相手との出演交渉や打ち合わせなども行う。
制作デスクの業務
制作デスクを置かない場合は、番組制作に必要な雑用（ゲストの出迎え・買い出し・お茶出し・台本のコピー作成・ノベルティグッズの発送など）を行う。